# Day of Radiance
Ambient 3: Day of Radiance (1980) es un álbum del músico de ambient estadounidense Laraaji (alias de Edward Larry Gordon) que fue producido por Brian Eno.

## Características
Este álbum es el tercer volumen de la serie Ambient de Brian Eno, que comenzó en 1978 con Music for Airports y le siguió The Plateaux of Mirror. La serie terminó con On Land.
Comparado con otros discos de la serie, en Day of Radiance la electrónica tiene poco protagonismo. Laraaji utiliza toda una serie de instrumentos de cuerda como el dulcémele y la cítara

## Lista de canciones
Todas las canciones compuestas por Laraaji
1. ”The Dance #1” – 9:06
2. ”The Dance #2” – 9:39
3. ”The Dance #3” – 3:15

1. ”Meditation #1” – 18:42
2. ”Meditation #2” – 7:50

## Créditos
- Artwork y producción – Brian Eno
- Música – Laraaji
- Instrumentos –cítara tratada y amplificada; dulcémele

## Ediciones
| País | Sello              | Cat. No.      | Formato | Fecha       |
| ---- | ------------------ | ------------- | ------- | ----------- |
| UK   | Ambient/EG Records | EGAMB 003     | LP      | 1980        |
| US   | EG Records         | EGS 203       | LP      | 1980        |
| US   | Caroline           | 1573          | CD      | ?           |
| US   | EG Records         | EGED/EEGCD-19 | LP & CD | 1987 & 1995 |